# As Mulatas
As Mulatas é um quadro de Di Cavalcanti, realizado em 1962. Considerada "emblemática" e "histórica", a obra faz parte do acervo em exposição no mezanino do terceiro andar do Palácio do Planalto. O valor do quadro foi estimado em 8 milhões de reais.
A obra foi vandalizada no contexto das invasões terroristas em Brasília, em 2023, juntamente com outras obras como Bailarina de Victor Brecheret e Araguaia de Marianne Peretti.

## Aspectos
Em termos técnicos, o quadro reflete o interesse de Di Cavalcanti pelo muralismo, em especial o mexicano. Tal interesse é também observado na obra Músicos, parte do acervo do Palácio da Alvorada e igualmente avariado nos anos 2020, em Brasília.
Conceitualmente, a obra integra uma série de quadros do pintor que retratam as figuras de mulatas, isto é, mulheres de cor. Na concepção de Di Cavalcanti, as representações valorizam a brasilidade e o população brasileira. Neste caso, a valorização se dá por meio da figura das mulheres de cor.

## História
O nome “As Mulatas” não foi dado pelo pintor, mas posteriormente por intermediários ou colecionadores, para facilitar a identificação da obra.